# Tatort: Im toten Winkel
Im toten Winkel ist ein Fernsehfilm von Philip Koch aus der Krimireihe Tatort. Der von X Filme Creative Pool für Radio Bremen produzierte Beitrag wurde am 11. März 2018 im Ersten ausgestrahlt. In dieser 1051. Tatort-Folge ermitteln die Bremer Kommissare Lürsen und Stedefreund ihren 37. Fall.

## Handlung
Der Rentner Horst Claasen hat seine pflegebedürftige, demente Ehefrau getötet. Die Bremer Ermittler Inga Lürsen und Nils Stedefreund untersuchen die Umstände der Tötung und die Frage, ob es um Mord geht oder eigentlich um einen gescheiterten Doppelsuizid. Während sie diesem nachgehen, offenbart sich ihnen das ganze Ausmaß der Tragödie. Horst Claasen hatte eigentlich für sein Alter vorgesorgt. Doch die Krankheit seiner Frau, die sie solange wie möglich versucht haben, mit eigenen Mitteln zu begegnen, hatte all ihre Ersparnisse aufgezehrt. Von der Pflegekasse hatten sie bei einer ersten Beurteilung keine Pflegestufe erhalten und seinen Sohn, der eben selber gerade so über die Runden kam, wollte er nicht belasten. Kurzerhand hatte er eine Doppelgrabstätte vom letzten Geld gekauft und auch die Beerdigungskosten hinterlegt. Der Hund wurde im Tierheim angemeldet, und nachdem Claasen seine Frau schweren Herzens mit einem Kissen erstickt hatte, nahm er alle Tabletten zu sich, die er sich extra dafür aufgespart hatte. Damit ihre Leichen nicht womöglich lange unentdeckt bleiben, meldete er sich, bevor er einschlief, telefonisch bei der Polizei. Er konnte nicht ahnen, dass sie ihn viel zu schnell fanden und er sich nun im Krankenhaus wiederfand. Als Lürsen und Stedefreund seinem Sohn Sven die Nachricht vom Tod seiner Mutter überbringen, reagiert er verwirrt, denn er ahnte nichts von der Krankheit der Mutter und der Verzweiflung des Vaters. Allerdings litt er auch unter den Vorwürfen seines Vaters, dass er sein Leben bis heute nicht „auf die Reihe“ gekriegt hätte. Trotzdem schmerzt es ihn, seinen Vater nun so hilflos und verzweifelt im Krankenhaus vorzufinden. Zu einer Versöhnung kommt es auch nicht mehr, denn der alte Mann schafft es nun, sich in der Klinik das Leben zu nehmen.
Lürsen und Stedefreund verabreden sich mit Gutachter Carsten Kühne, der noch am Vormittag bei den Claasens einen Termin zur Begutachtung der Pflegebedürftigkeit hatte. Kühne gibt an, dass er sich gewundert hatte, warum ihm niemand öffnete, aber bei seinem Termindruck konnte er nicht länger warten. Er verweist die Ermittler an den Pflegedienst, den Claasen angeblich zweimal täglich zu seiner Frau kommen ließ und weshalb er eigentlich die Beurteilung vornehmen sollte. Lürsen trifft Kühne später noch einmal auf dem Krankenhausgelände und wird Zeugin, wie er gerade massiv von Oliver Lessmann angegangen wird. Er hatte sich gerade erst bei Kühne über den Pflegedienst beschwert, den er ihm für seine Frau vermittelt hatte. Seiner Meinung nach war die Pflegekraft absolut unqualifiziert und Kühne sollte sie überprüfen lassen. Ehe es hierzu Ergebnisse gab, musste Lessmans Frau als Notfall in die Klinik gebracht werden.
Am nächsten Tag wird Carsten Kühne tot aus der Weser gefischt. Er wurde augenscheinlich erschlagen und dann ins Wasser geworfen. Die spätere Obduktion ergibt zwar eine Alkoholisierung des Opfers, aber es liegt eindeutig ein Fremdverschulden vor. Für Lürsen und Stedefreund ist eigentlich klar, dass Kühnes Tod mit seiner Arbeit als Gutachter zu tun haben muss. Daher sehen sie sich seine letzten Kunden näher an. Frau Akke Jansen pflegt ihre demente Mutter Thea und macht auf Lürsen einen sichtlich überforderten Eindruck. Jansen berichtet, dass der Gutachter bei seinem letzten Besuch ihre Höherstufung nicht bewilligt hatte. Um die Pflege ihrer Mutter abzusichern, bräuchte sie unbedingt mehr Geld, was ihr nun versagt bleibt. Stedefreund sucht indessen Oliver Lessmann auf, der sich am Vortag telefonisch beim Pflegedienst über Kühne beschwert hatte. Lessmann gibt Kühne und „seinem“ Pflegedienst die Schuld am jetzigen Zustand seiner Frau, die nach einem Autounfall Intensivpflege benötigt und seiner Meinung nach die Pflegekraft dafür nicht qualifiziert genug war. Dementsprechend nehmen die Ermittler den Pflegedienst unter die Lupe und erfahren, dass dieser bereits einschlägig dafür bekannt ist, Pflegeleistungen abzurechnen, die gar nicht erbracht wurden. Die Leiterin Darja Pavlowa leugnet zwar, mit Kühne eine Vereinbarung gehabt zu haben, damit er ihr „Kundschaft“ verschafft, doch für die Ermittler sprechen die Tatsachen für sich. Den Nachweis des Abrechnungsbetruges können die Kollegen vom Wirtschaftsdezernat erbringen, nachdem sie bei dem Pflegedienst eine Finanzüberprüfung vornehmen. Dabei stellt sich eindeutig heraus, dass sowohl bei den Claasens als auch bei Akke Jansen keinerlei Pflegeleistungen erbracht wurden, sondern sich der Pflegedienst und der zu Pflegende die Erstattungen der Pflegeversicherung aufgeteilt hatten. Im Falle der Beatmungspatientin Lessmann erfolgte die Versorgung nur durch eine angelernte Hilfskraft, abgerechnet wurde aber das teure Fachpersonal. Lürsen hält es für möglich, dass Carsten Kühne sich aus der Zusammenarbeit zurückziehen wollte und er deshalb mit Darja Pavlowa aneinandergeraten war.
Ein entscheidender Hinweis findet sich, als DNA-Spuren auf Kühnes Boot gefunden werden. Die führen zu Sven Claasen, der sich gerade, wie sein Vater, mit Tabletten vergiften will. Er gibt zu, sich mit Kühne getroffen zu haben, weil er noch einmal mit ihm reden wollte und er ihn für mitschuldig am Tod seiner Eltern halten würde. Im Streit sei Kühne gestürzt und da er sich nicht mehr rührte, habe er ihn über Bord geworfen.

## Hintergrund
Der Film wurde vom 22. August 2017 bis zum 21. Oktober 2017 in Bremen und Bremerhaven gedreht.

## Rezeption

### Kritiken
„Der Tod, so allein wir ihm entgegenzutreten scheinen, ist immer ein soziales Ereignis. Und als solches setzen die Filmemacher ihn in ihrem ‚Tatort‘ konsequent in Szene. Autorin Katrin Bühlig und Regisseur Philip Koch besitzen die Fähigkeit, brisante Stoffe bis an die Schmerzgrenze in ihrer Ambivalenz auszuleuchten. […] Ihr Krimi-Drama über letzte Fragen und Dinge führt den Zuschauer auf fordernde Weise zu der gesellschaftlichen Frage: Wie wollen wir sterben? Wie lässt es sich organisieren, dass die Würde des Menschen nicht auf seiner letzten Etappe zwangsweise abgewickelt wird?“

abendzeitung-muenchen.de urteilte kurz und treffend: „Ein gelungener sozialpolitischer Tatort, bei dem das Thema weitaus wichtiger ist als die Lösung des Falles – realistisch und nah am Menschen inszeniert.“ „Der beklemmende Bremer Tatort […][widmet sich einer] unbequeme[n] Thematik nüchtern und ohne künstlerische Spielereien. Nichts wird beschönigt – wir sitzen schockiert in der ersten Reihe eines dokumentarischen Krimis über den Notstand und Missbrauch in der Pflege, der wachrüttelt und sensibilisiert.“
Volker Bergmeister schrieb auf Tittelbach.tv: „Der ‚Tatort – Im toten Winkel‘ […] setzt weniger auf die üblichen Spannungs-Elemente eines Krimis, er porträtiert eher nüchtern, fast dokumentarisch Menschen, die bei der häuslichen Pflege von Angehörigen an ihre psychischen, physischen und ökonomischen Grenzen stoßen. […] Ein ungewöhnlicher ‚Tatort‘ aus Bremen, mehr Drama als Krimi. Ein Film zwischen Wut & Hilflosigkeit.“

### Einschaltquote
Die Erstausstrahlung von Im toten Winkel am 11. März 2018 wurde in Deutschland von 10,21 Millionen Zuschauern gesehen und erreichte einen Marktanteil von 27,9 % für Das Erste.